# Isabelle Daniels
Isabelle Francis Daniels-Holston, ameriška atletinja, * 5. avgust 1935, Griffin, Georgia, ZDA, † 8. september 2017.
Nastopila je na poletnih olimpijskih igrah leta 1956 ter osvojila bronasto medaljo v štafeti 4x100 m in četrto mesto v teku na 100 m. Na panameriških igrah je osvojila dve zlati medalji v štafeti 4x100 m, zlato in srebrno medaljo v teku na 60 m ter srebrno medaljo v teku na 200 m.